# Cimetière Saint-Michel (Trois-Rivières)
Pour les articles homonymes, voir Cimetière Saint-Michel.
Le cimetière Saint-Michel est un cimetière de confession catholique situé à Trois-Rivières. Il date de 1923. Il comprend le mausolée des Évêques-de-Trois-Rivières, classé immeuble patrimonial. Il appartient à La Fabrique de la paroisse Du-Bon-Pasteur, corporation à but non lucratif constituée le 1er janvier 2018 en vertu de la Loi sur les Fabriques.

## Histoire
L'origine du cimetière Saint-Michel remonte au 16 février 1921 alors que le conseil de fabrique de la paroisse de l'Immaculée-Conception, propriétaire du cimetière Saint-Louis, consacre sa réunion à chercher une solution pour offrir des lots supplémentaires alors que le cimetière est déjà complet. La solution fut d'agrandir le cimetière, non pas sur un terrain limitrophe, mais sur des terrains situés au nord de la ville de cette époque. Le Conseil provincial d'hygiène donna son accord, un terrain fut acheté en 1923 puis les travaux d'aménagement furent entrepris. Les premières inhumations datent de 1927. Jusqu'en 1934, il était désigné sous le nom de Saint-Louis « B », alors que le premier cimetière Saint-Louis était désigné par la lettre A.

## Mausolée

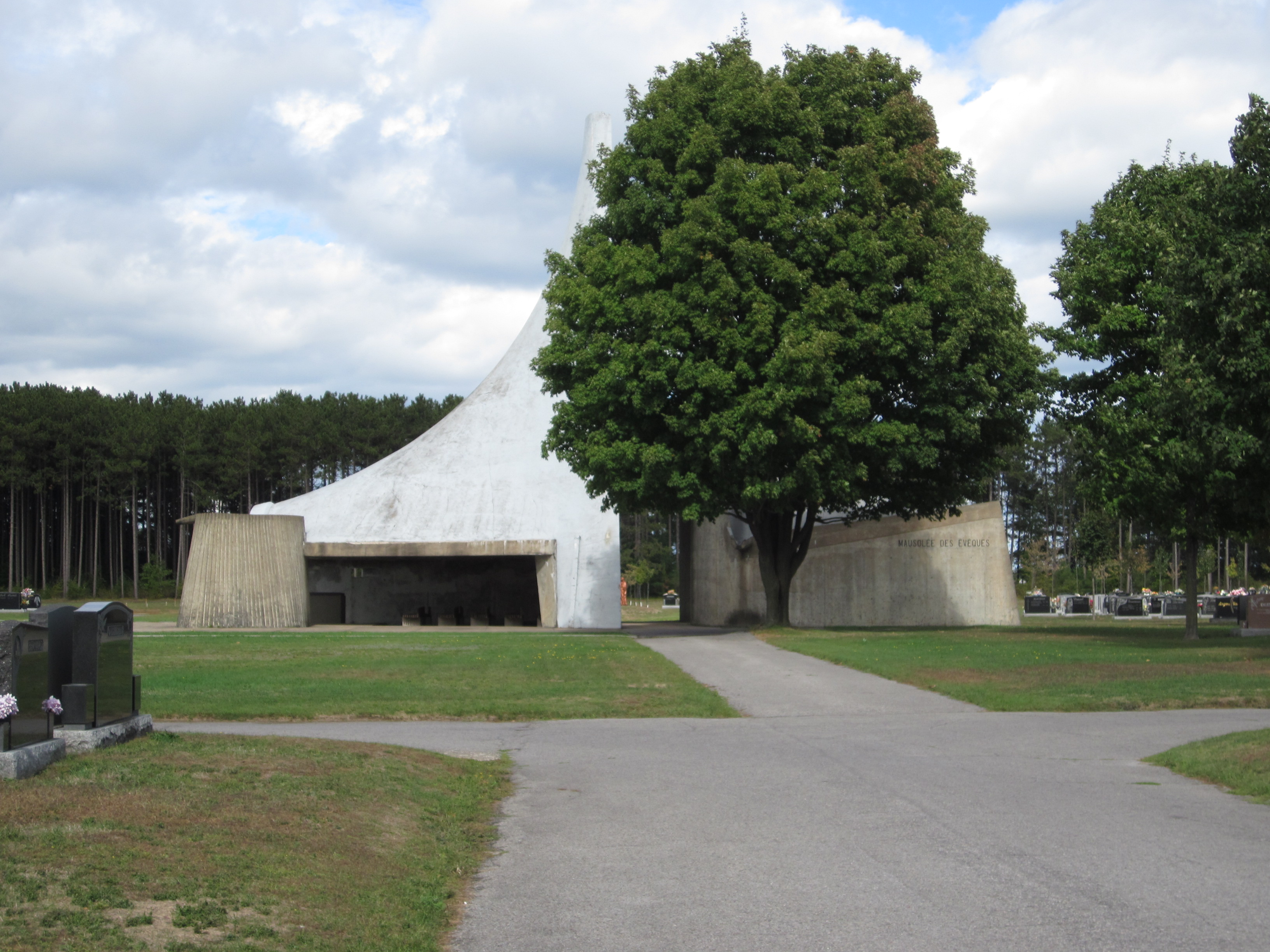
Mausolée des Évêques-de-Trois-Rivières.

Le cimetière Saint-Michel comprend un immeuble patrimonial classé, soit le mausolée des Évêques-de-Trois-Rivières. Le mausolée construit en 1965-1966 a été érigé dans le but de convertir la crypte de la Cathédrale de l'Assomption en salle communautaire. Le monument de style expressionniste construit selon les plans de l'architecte Jean-Claude Leclerc comprend le tombeau de cinq évêques du diocèse de Trois-Rivières.

## Calvaire
Le cimetière comprend aussi un calvaire composé de quatre statues de fonte : le Christ en croix et trois personnages au pied de la croix. Marie, la mère de Jésus, est à gauche, debout, portant un voile sur la tête. Marie-Madeleine est au centre, agenouillée devant la croix. L'apôtre Jean est à droite, les mains jointes. 

## Médiagraphie
- Damphousse, Violaine. Le cimetière en Mauricie : espace sacré, espace social et lieu de mémoire. Le as du cimetière Saint-Louis de Trois-Rivières (1865-1950), Mémoire de maîtrise, Trois-Rivières, Université du Québec à Trois-Rivières, 2008, 138 pages.
- Robert, Robert. «Les cimetières», Le Patrimoine trifluvien, bulletin de la Société de conservation et d'animation du patrimoine de Trois-Rivières, numéro 19, juin 2009.